# Delia piniloba
Delia piniloba är en tvåvingeart som beskrevs av Hsue 1981. Delia piniloba ingår i släktet Delia och familjen blomsterflugor. Inga underarter finns listade i Catalogue of Life.